# Paul Baender
Paul Baender (* 30. November 1906 in Rosdzin, Kreis Kattowitz, Schlesien; † 18. Dezember 1985 in Berlin) war ein deutscher Politiker der Kommunistischen Partei Deutschlands (KPD) und später der Sozialistischen Einheitspartei Deutschlands (SED). Von 1950 bis 1952 war er Staatssekretär im Ministerium für Handel und Versorgung der Deutschen Demokratischen Republik (DDR). Er wurde 1952 in der Folge des Slánský-Prozesses verhaftet und aus der SED ausgeschlossen, 1956 wurde er begnadigt.

## Leben
Der Sohn eines deutsch-jüdischen Kaufmanns und Ladenbesitzers siedelte 1922 mit der Familie aus dem polnischen Rosdzin nach Görlitz um. Dort beendete Paul Baender 1925 eine Lehre zum Kaufmann in einer Weberei, ging nach Hamburg und arbeitete dann ab 1927 als Verkäufer im Görlitzer Warenhaus. Er trat Anfang 1927 aus der jüdischen Religionsgemeinschaft aus und kurz darauf in die KPD ein. Aufgenommen hatten ihn Ernst Wollweber und Arthur Ullrich. Nach dem Verlust seines Arbeitsplatzes setzte die KPD Baender als Funktionär an verschiedenen Orten in Schlesien ein. Ende 1932 übernahm Baender die politische Leitung des Unterbezirkes Bunzlau.
Von Februar bis Mai 1933 war er Mitglied und Instrukteur der KPD-Bezirksleitung Schlesien. Noch im gleichen Jahr emigrierte Baender in die Tschechoslowakei und ließ sich in Prag nieder. 1937 wurde er aus der Tschechoslowakei ausgewiesen und lebte bis 1947 in Bolivien. Von 1939 bis 1947 war Baender Vizepräsident des Komitees der Freien Deutschen in Bolivien und Leiter einer Volksfrontgruppe in La Paz. Bis Dezember 1943 arbeitete Baender beim Radiosender Radio Libertad in La Paz und war 1943 Mitbegründer des Verbandes Alemania Democrática en Bolivia als Dachorganisation der deutschen Exilanten in Bolivien. Baender spielte für Bolivien auf der 8. Schacholympiade in Buenos Aires 1939.
Im November 1947 kehrte Baender nach Deutschland zurück und wurde Mitarbeiter in der Abteilung Organisation des Zentralsekretariats der SED und ab April 1949 Hauptgeschäftsführer der Handelsorganisation (HO) der DDR. Von 1950 bis 1952 war Baender Staatssekretär im Ministerium für Handel und Versorgung. Bis 1953 war er zudem Präsident der Vorgänger-Organisation des Deutschen Schachverbands (DSV) der DDR.
Am 21. November 1952 verhaftete das Ministerium für Staatssicherheit (MfS) das Ehepaar Baender im Zusammenhang mit dem Slánský-Prozess und der Affäre um Paul Merker und Noel H. Field. Die Baenders wurden aller Funktionen enthoben und aus der SED ausgeschlossen. Neben Baender wurden auch der Minister für Handel und Versorgung Karl Hamann (LDPD) sowie der Staatssekretär Rudolf Albrecht verhaftet. Allen wurde jahrelange Sabotage zur Last gelegt. Inhaftiert im „U-Boot“, der zentralen Untersuchungshaftanstalt des MfS, wurde Baender von sowjetischen Ermittlern und Funktionären des MfS verhört und dabei psychisch gefoltert. Im Mai 1954 wurde er zunächst zu zwölf Jahren Haft verurteilt, die drei Wochen später auf sechs Jahre Zuchthaus reduziert wurden. Baender saß bis April 1956 im Zuchthaus Brandenburg, wurde dann begnadigt und kam frei.
Von 1956 bis 1959 war Baender Leiter der Kreisverwaltung der HO-Industriewaren Königs Wusterhausen in Eichwalde. Im Februar 1957 wurde der Ausschluss aus der SED aufgehoben. 1959 wurde Baender Leiter und 1960 Direktor des Kommunalen Großhandelsbetriebes Obst und Gemüse in Ost-Berlin. Von 1961 bis 1967 war er Leiter des HO-Warenhauses am Alexanderplatz. Von 1967 bis 1971 war Baender wissenschaftlicher Mitarbeiter des Ministeriums für Handel und Versorgung. 1971 ging er in Rente. Vier Jahre später wurde er als Verdienter Mitarbeiter des Handels ausgezeichnet.